# Naturfredningerne Gudenåen, Skjernås kilder og Rørbæk Sø
Naturfredningerne Gudenåen, Skjernås kilder og Rørbæk Sø er to  naturfredninger der tilsammen udgør godt 2.200 ha.. Den ene fra henholdsvis 1980: Gudenåens Kilder med omgivelser er på 713 hektar, og den fra  1993 er på 1536 hektar består af  Landskabet omkring Hærvejen og Rørbæk Sø. 

## Områdebeskrivelse
Området ligger på den Jyske højderyg, hvor Danmarks to største vandløb udspringer med få hundrede meters afstand og løber i hver sin retning. Det ene af dem løber igennem en af landets smukkeste langsøer, Rørbæk Sø, gemt dybt nede bag bakker.  Den længste, den 158 km lange Gudenå fra nogle kildevæld neden for en lille lyngbakke, og den vandrigeste, Skjernå, fra en lille sø. Kun ved kilderne og de øverste løb er de to vandløb i dag så upåvirkede, at de rummer et plante- og dyreliv, der kræver helt rent vand.
Allerede ved Rørbæk Sø er Skjernåen vokset til et større vandløb. Også Gudenåen modtager hurtigt kildevæld, så den efter få kilometers forløb har så megen kraft i sig, at flere møller har udnyttet energien. Rørbæk Sø ligger som en langsø mellem stejle bakker.
Den tre km lange og mindre end 500 meter brede sø ligger i en dyb dal, som Skjernå gennemløber. Bakkerne Fårebanke, Kælderbanke og Vandø, er sandsynligvis dannet som smeltevandsaflejringer i sprækker i dødisen, som udfyldte dalen under isens tilbagesmeltning. Vandø stikker op som en ø i den op til 5 meter dybe sø.
Området er en del af Natura 2000-område nr. 76